# Achille Quinet
Achille Leon Quinet (* 1831 in Paris; † 1900 in Cély) war ein französischer Photograph und Erfinder einer stereoskopischen Fotokamera, des nach ihm benannten Quinetoscops.

## Lebensweg
Achille Quinet war ein Sohn von Alexandre Marie Quinet (geb. 1810), einem Drucker-Lithografen und Fotografen in Paris. Achille war der ältere Bruder von Louis Emmanuel Alexandre Quinet (geb. 3. September 1836 in Paris, gest. 10. April 1900 in Colombes), der ebenfalls Fotograf wurde. Achille setzte das Gewerbe seines Vaters fort.
Achille Quinet erfand die „zweiäugige“ Stereokamera, also eine Kamera mit zwei Objektiven für räumlich wirkende Fotografien (Stereogramme). Am 7. Januar 1854 erwarb Achille Quinet ein Patent auf eine binokulare Stereo-Kamera. Er benannte sie nach sich selbst als ‚Quinetoscop‘. Mit einer binokularen Stereo-Kamera, die mittels zweier Objektive die beiden für den räumlichen Eindruck erforderlichen Fotografien im Augenabstand zueinander gleichzeitig aufnimmt, kann man stereoskopisch Bilder auch von sich bewegenden Motiven aufnehmen. Für Stereoskopien mussten bis dahin die beiden Teilbilder nacheinander belichtet und die Kamera zwischen den beiden Aufnahmen im Augenabstand verschoben werden. Bei bewegten Motiven führte das aufgrund der Bewegung des Motivs zu zwei unterschiedlichen Bildinhalten, was den räumlichen Eindruck störte.
Quinet entwickelte mit seinem Quinetoscop etwa zur gleichen Zeit eine der ersten stereoskopischen Kameras wie John Benjamin Dancer (1812–1887) in Manchester. Allerdings hatte der schottische Physiker und Privatgelehrte David Brewster (1781–1868) bereits im Jahr 1849 die erste Zwei-Objektive-Kamera herausgebracht.
Im Jahr 1852 entwickelte Achille Quinet eine Kamera, die vertikale Vergrößerungen ermöglichte, aufgrund ihrer geringen Lichtausbeute jedoch sehr lange Belichtungszeiten erforderte. Quinet war auch an der Entwicklung von Linsen beteiligte, die variable Verschlusszeiten der Fotokamera ermöglichten und dem Fotografen dadurch die bis dahin nicht erreichbare Kontrolle über den Focus und die Schärfe-Ebene der Aufnahme verschafften.
Von etwa 1869 bis etwa 1879 betrieb Achille Quinet eine Fotostudio in der rue St Honoré 320 in Paris.
Quinet fotografierte und verkaufte zunächst vor allem Fotos von Straßenszenen und Bauwerke in Paris. Er befand sich offenbar während der Belagerung dieser Stadt durch preußische Truppen (19. September 1870 bis 28. Januar 1871) in Paris und fotografierte dort auch die Kriegszerstörungen im Deutsch-Französischen Krieg von 1870/71.
Quinet spezialisierte sich auf großformatige und stereoskopische Ansichten von Paris sowie von Städten in Deutschland und Italien. Er fotografierte auch auf der Weltausstellung in Paris von 1878.
Er arbeitete auch in Italien, und zwar unter anderem in Florenz, Bologna, Mailand, Venedig, Neapel und Pompei.
Nach 1879 ließ er sich in Cély, in der Nähe von Barbizon, nieder, wo in der ersten Hälfte des 19. Jahrhunderts eine Künstlerkolonie bestand. Er fotografiert dort ländliche Landschaften und Ansichten des Waldes von Fontainebleau. Er sammelte seine Studien in mehreren Alben, die er zum Verkauf anbot. Quinet ist vor allem für diese Landschafts-, Tier- und Menschenstudien bekannt, von denen er die meisten in oder um die Stadt Barbizon und im Wald von Fontainebleau aufnahm. Bei diesen Fotografien, die wahrscheinlich als Vorlagen für Maler gedacht waren, handelt es sich in der Regel um auf blauen Karton aufgezogene Albuminabzüge, die mit dem Stempel „Étude d'Après Nature“ („Studien nach der Natur“) sowie einem roten Gummistempel mit seinem Namen versehen wurden. Einige Bilder sind auf weißen Karton aufgezogen und mit dem Stempel „A le. Quinet fils“ markiert.
Quinet war von 1876 bis 1894 Mitglied der Sociéte Française de Photographie und stellte seine Arbeiten auf der Pariser Weltausstellung von 1878 aus.
Der größte Teil von Quinets Werk befindet sich in der Bibliothèque nationale de France in Paris, wo er 1868, 1875 und 1877 seine Studien im Depôt Légal hinterlegt hat.
Werke von Quinet werden gelegentlich mit denen seines Zeitgenossen Constant-Alexandre Famin verwechselt. Beide Fotografen machten zwar Aufnahmen von ähnlichen Motiven, aber mit stilistischen Unterschieden. Es ist möglich, dass Quinet als Verleger auch Werke von Famin unter seinem Imprint vertrieb.